# Amt Parchimer Umland
La comunità amministrativa di Parchimer Umland (Amt Parchimer Umland) si trova nel circondario di Ludwigslust-Parchim nel Meclemburgo-Pomerania Anteriore, in Germania.

## Suddivisione
Comprende 10 comuni (abitanti il 31 dicembre 2022):
1. Domsühl (1 344)
2. Groß Godems (400)
3. Karrenzin (547)
4. Lewitzrand (1 377)
5. Obere Warnow (809)
6. Rom (804)
7. Spornitz (1 210)
8. Stolpe (326)
9. Ziegendorf (653)
10. Zölkow (747)

Il capoluogo è Parchim, esterna al territorio della comunità amministrativa.